# صديق الماجري
صديق الماجري لاعب كرة قدم تونسي من مواليد 31 مايو 1994 و يشغل صديق الماجري مركز مدافع يلعب حالياً في إتحاد بنقردان. 

## روابط خارجية
- صديق الماجري على موقع قاعدة بيانات كرة القدم.إي يو (الإنجليزية)
- صديق الماجري على موقع Soccerway.com (الإنجليزية)
- صديق الماجري على موقع كووورة